# Старая Нечаевка
Старая Нечаевка — деревня в составе Булгаковского сельского поселения в Кочкуровском районе республики Мордовия.

## География
Находится на расстоянии примерно 13 километров по прямой на запад от районного центра села  Кочкурово.

## История
Возникла в 1695 году, основатель местный помещик Петр Нечаев, переселивший сюда часть своих крепостных из села Буды Муромского уезда и из села Спасское Саранского уезда. Была учтена в 1869 года как  владельческое село Саранского уезда из 57 дворов, название Нечаевка дано по бывшим владельцам, альтернативное название было Ивановское по местной церкви святого Иоанна воина. Указанная церковь существовала с 1712 года в виде трех разных сменявших друг друга постройках. К приходу церкви относились также сёла Большая Танеевка и Малая Танеевка.

## Население
Постоянное население составляло 7 человек (русские 86%) в 2002 году, 1 в 2010 году .